# Općinska nogometna liga Daruvar 1980./81.
Općinska nogometna liga Daruvar je bila liga sedmog stupnja nogometnog prvenstva Jugoslavije u sezoni 1980./81. 

Sudjelovalo je 12 klubova, a prvak je bio klub "PIK Ilova" iz Blagorodovca. 

## Sustav natjecanja
12 klubova je igralo dvokružnu ligu (22 kola). 

## Ljestvica
| mj. | klub                         | ut. | pob | ner | por | gol+ | gol- | bod |
| --- | ---------------------------- | --- | --- | --- | --- | ---- | ---- | --- |
| 1.  | PIK Ilova Blagorodovac       | 22  | 15  | 4   | 3   | 77   | 37   | 34  |
| 2.  | Partizan Batinjani           | 22  | 13  | 4   | 5   | 78   | 44   | 30  |
| 3.  | Partizan Veliki Bastaji      | 22  | 11  | 5   | 6   | 73   | 67   | 27  |
| 4.  | Sokol Sokolovac              | 22  | 12  | 2   | 8   | 80   | 39   | 26  |
| 5.  | Ribar Končanica              | 22  | 10  | 6   | 6   | 79   | 51   | 26  |
| 6.  | Polet Uljanik                | 22  | 11  | 3   | 8   | 73   | 59   | 25  |
| 7.  | Mladost Daruvarski Brestovac | 22  | 8   | 4   | 10  | 75   | 67   | 20  |
| 8.  | Naša krila Mala Maslenjača   | 21  | 7   | 4   | 10  | 43   | 90   | 18  |
| 9.  | Primjer Miljanovac           | 21  | 8   | 1   | 12  | 67   | 84   | 17  |
| 10. | Imsovac                      | 22  | 5   | 5   | 12  | 49   | 78   | 15  |
| 11. | Dinamo Šuplja Lipa           | 22  | 5   | 5   | 12  | 51   | 81   | 15  |
| 12. | Omladinac Ivanovo Polje      | 22  | 4   | 1   | 17  | 57   | 106  | 9   |

- ljestvica bez jedne utakmice
- Daruvarski Brestovac – također iskazan kao Brestovac Daruvarski
- Mala Maslenjača – tada samostalno naselje, od 2001. dio naselja Maslenjača

## Rezultatska križaljka
| kratica | klub                         | DIN | IMS | MLA | NAŠK | OML | PARB | PARVB | PIKB | POL | PRI | RIB | SOK |
| --- | ---------------------------- | --- | --- | --- | ---- | --- | ---- | ----- | ---- | --- | --- | --- | --- |
| DIN | Dinamo Šuplja Lipa           |     |     |     |      |     |      |       |      |     |     |     |     |
| IMS | Imsovac                      |     |     |     |      |     |      |       |      |     |     |     |     |
| MLA | Mladost Daruvarski Brestovac |     |     |     |      |     |      |       |      |     |     |     |     |
| NAŠK | Naša krila Mala Maslenjača   |     |     |     |      |     |      |       |      |     |     |     |     |
| OML | Omladinac Ivanovo Polje      |     |     |     |      |     |      |       |      |     |     |     |     |
| PARB | Partizan Batinjani           |     |     |     |      |     |      |       |      |     |     |     |     |
| PARVB | Partizan Veliki Bastaji      |     |     |     |      |     |      |       |      |     |     |     |     |
| PIKB | PIK Ilova Blagorodovac       |     |     |     |      |     |      |       |      |     |     |     |     |
| POL | Polet Uljanik                |     |     |     |      |     |      |       |      |     |     |     |     |
| PRI | Primjer Miljanovac           |     |     |     |      |     |      |       |      |     |     |     |     |
| RIB | Ribar Končanica              |     |     |     |      |     |      |       |      |     |     |     |     |
| SOK | Sokol Sokolovac              |     |     |     |      |     |      |       |      |     |     |     |     |
| |                              |     |     |     |      |     |      |       |      |     |     |     |     |
| podebljan rezultat - utakmice od 1. do 11. kola (1. utakmica između klubova) rezultat normalne debljine - utakmice od 12. do 22. kola (2. utakmica između klubova) rezultat nakošen - nije vidljiv redoslijed odigravanja međusobnih utakmica iz dostupnih izvora rezultat smanjen * - iz dostupnih izvora nije uočljiv domaćin susreta prekrižen rezultat - poništena ili brisana utakmica p - utakmica prekinuta 3:0 p.f. / 0:3 p.f. - rezultat 3:0 bez borbe n.i. - nije igrano |                              |     |     |     |      |     |      |       |      |     |     |     |     |

 Izvori: